# 张冲 (隋朝)
张冲（?—?），表字叔玄，吴郡（今江苏省苏州市）人，隋朝学者。
张冲在南朝陈为左中郎将，不是他的喜好，于是深思经典，撰写《春秋义略》，于杜预相异有七十余事，还有《丧服义》三卷，《孝经义》三卷，《论语义》十卷，《前汉音义》十二卷。张冲官至汉王杨谅侍读。
　　